# Viadotto Morača
Il viadotto Morača è un viadotto autostradale del Montenegro, sito lungo l'autostrada A-1 (in questo tratto parte delle strade europee E65 ed E80), poco a nord di Podgorica.
Esso valica a grande altezza la valle del fiume Morača.